# Вире, Пьер
Пьер Вире́ — швейцарский богослов и писатель.

## Биография
Вире родился в ваадтском городке Орб, в семье суконщика. Готовясь к духовному званию, Вире поступил в парижский коллеж Монтегю, но рано порвал с католической церковью. Проповедь нового учения Вире начинает в 1531 году в родном городе. В 1534 году он приезжает в Женеву, потом работает под покровительством и по поручению Берна в Невшателе и Лозанне. С 1536 года Лозанна (в то время зависимая от Берна) становится центром деятельности Вире, продолжающейся с перерывами до 1559 года. Он читает лекции богословия в академии, отзывается в ряде трактатов апологетического и полемического характера на вопросы дня, излагает в популярной форме протестантскую догму. 
Церковные учреждения, введенные Вире в Лозанне, вполне отвечали духу кальвиновой системы. Вследствие этого у него возникли, особенно по вопросу об отлучении, столкновения с бернским правительством, проводившим начало верховенства светской власти в делах церкви. Вире должен был оставить Лозанну и переселиться в Женеву, где был принят с большим почётом. В 1561 году, в момент оживления надежд протестантской партии во Франции, Вире был приглашен в Ним. В следующем году, когда в силу январского эдикта протестанты должны были возвратить занятые ими церкви, Вире вопреки настроению большинства настаивал на повиновении и вообще действовал в примирительном духе. В 1566 году Вире отправился по приглашению королевы наваррской, матери Генриха IV, в основанную ею протестантскую академию в Ортезе и работал там до самой смерти в 1571 году. 
Как писатель, Вире обладал даром популяризации и некоторым сатирическим талантом. Своей главной целью он всегда ставил обучение народа. Его главное сочинение «Instruction chrétienne en la doctrine de la loy et de l’Evangile» (Женева, 1564) заключает свод трактатов, написанных в разное время; с толкованием 10 заповедей связывается система морали и политики; есть и защита христианства против атеизма и рационалистического богословия. Из других сочинений Вире замечательны: «Métamorphose chrétienne» и «Disputations chrétiennes». К области сатиры принадлежат: «Le Monde à l’empire», «La Physique papale», «Le Monde demoniacle». Большая часть сочинений Вире написана в форме диалогов.